# Andrej Ilić
Andrej Ilić, né le 3 avril 2000 à Belgrade en Serbie, est un footballeur serbe qui évolue au poste d'avant-centre à l'Union Berlin.

## Biographie

### En club
Né à Belgrade en Serbie, Andrej Ilić est notamment formé par le Partizan Belgrade. Il ne joue toutefois aucun match avec l'équipe première et rejoint librement le FK Napredak Kruševac lors de l'été 2018.
C'est avec ce club qu'il fait ses débuts en professionnel le 27 octobre 2018, lors d'un match de championnat face à son ancien club, le Partizan Belgrade. Il entre en jeu à la place de Aleksa Vukanović (en) et les deux équipes se neutralisent (1-1 score final).
Le 3 septembre 2021, Andrej Ilić prend la direction de la Lettonie en s'engageant en faveur du FK RFS. Il signe un contrat de trois ans.
Il participe au sacre de son équipe, le FK RFS terminant champion lors de la saison 2021.
Le 16 août 2023, Andrej Ilić rejoint la Norvège afin de s'engager en faveur du Vålerenga Fotball. Il signe un contrat courant jusqu'en décembre 2027.
Ilić se fait remarquer le 17 septembre 2023 en réalisant un doublé face au Aalesunds FK, en championnat. Titulaire, il marque à deux reprises de la tête. Il s'agit de ses deux premiers buts pour Vålerenga et ils contribuent à la victoire des siens ce jour-là (3-1 score final),.
Le 1er février 2024, Andrej Ilić prend la direction de la France afin de s'engager en faveur du LOSC Lille. Il signe un contrat courant jusqu'en juin 2027.
Le 2 juin 2025, Andrej Ilić, prêté lors de la saison précédente par le LOSC à l'Union Berlin, s'engage définitivement avec le club allemand.

### En sélection
Andrej Ilić joue son premier match avec l'équipe de Serbie espoirs le 6 juin 2021, contre la Russie. Il est titularisé et les deux équipes se neutralisent (0-0 score final). Au total il joue six matchs avec cette sélection entre 2021 et 2022.

## Palmarès
FK RFS
- Championnat de Lettonie (2) :
  - Champion : 2021 et 2023.
- Coupe de Lettonie (1) :
  - Vainqueur : 2021.